# Vados Arad
Vados Arad, pełna nazwa Clubul Sportiv Şah Club Vados Arad – rumuński klub szachowy z siedzibą w Aradzie, trzykrotny mistrz kraju.

## Historia
Klub powstał w marcu 2006 roku. W Superlidze zadebiutował w sezonie 2016, zajmując wówczas piąte miejsce. W sezonie 2019 klub uzyskał trzecie miejsce w lidze. W 2021 roku klub zdobył mistrzostwo Rumunii. W składzie drużyny znajdowali się wówczas m.in. Martyn Krawciw, Witalij Bednarski, Mircea-Emilian Pârligras, Alin Berescu i Tiberiu Georgescu. W 2022 roku klub zdobył tytuł wicemistrzowski. W latach 2023–2024 SC Vados zdobył odpowiednio drugi i trzeci tytuł. W 2024 roku Vados wystartował ponadto w Pucharze Europy. W rozgrywkach rumuński zespół wygrał z SK Reval Sport, HSK Lister Turm, Lunds ASK, Perfect i Rishon Le Zion A, zremisował z Ajka BSK i przegrał z 1. Novoborským ŠK. W Pucharze Europy rumuński klub zajął wówczas trzecie miejsce, za 1. Novoborským ŠK i Alkaloidem Skopje. Kadrę zespołu stanowili wówczas m.in. Leon Luke Mendonca, Aryan Chopra i Liviu-Dieter Nisipeanu.

## Arcymistrzowie w historii klubu
- Imre Balog[12]
- Witalij Bednarski[6]
- Alin Berescu[6]
- Aryan Chopra[13]
- Tiberiu Georgescu[14]
- Viorel Iordăchescu[12]
- Martyn Krawciw[6]
- Leon Luke Mendonca[13]
- Ciprian-Costică Nanu[13]
- Liviu-Dieter Nisipeanu[12]
- Mircea-Emilian Pârligras[6]
- Szant Sarksjan[12]
- Witalij Sywuk[14]
- Ołeksandr Zubow[14]
- Andrej Żyhałka[15]
- Siarhiej Żyhałka[15]